# Victor Koretzky
Victor Koretzky (Béziers, 26 augustus 1994) is een Frans wielrenner. Van oorsprong legde Koretzky zich voornamelijk toe op het cross-country mountainbiken. In deze discipline vertegenwoordigde hij tot dusver reeds driemaal zijn land op de Olympische Zomerspelen. In 2016 werd hij tiende. Op de volgende editie eindigde hij als vijfde. In 2024 won hij tijdens de spelen in zijn thuisland een zilveren medaille. Hij eindigde er op slechts enkele seconden achter de winnaar: Tom Pidcock uit Groot-Brittannië. 
Sinds het wielerseizoen 2022 neemt Koretzky ook deel aan wedstrijden in het wegwielrennen. Aanvakelijk in de kleuren van het Franse Pro-team B&B Hotels - KTM. Toen dit team ophield met bestaan trok hij naar BORA-hansgrohe. Na twee seizoenen als wegwielrenner focuste hij zich vanaf 2024 terug volledig op het mountainbiken. 

## Palmares

### Cross-country
Overwinningen
| Seizoen | Wereldbeker cross-country | Wereldbeker short-track                                    | OS  | WK  | EK  | FK     | Overige                                                                         | Totaal aantal zeges |
| ------- | ------------------------- | ---------------------------------------------------------- | --- | --- | --- | ------ | ------------------------------------------------------------------------------- | ------------------- |
| 2016    |                           |                                                            | 10e | NVT | NVT |        | Chelva, Banyoles, Marseille, Ussel                                              | 4                   |
| 2017    |                           |                                                            | NVT | 32e | DNS | 6e     | Chelva, Banyoles                                                                | 2                   |
| 2018    |                           |                                                            | NVT | 21e | DNS | Zilver | Banyoles, Barcelona                                                             | 2                   |
| 2019    |                           |                                                            | NVT | 7e  | DNS | Goud   |                                                                                 | 1                   |
| 2020    |                           |                                                            | NVT | 14e | 22e | 8e     | Chelva, Dornbirn, Buthiers, Barcelona, Alanya I, Alanya II                      | 6                   |
| 2021    | Albstadt, Lenzerheide     | Snowshoe                                                   | 5e  | ↑   | DNS | 5e     | Alanya I, Alanya II, Alanya III, Banyoles, Barcelona Lons le Saunier, Marseille | 10                  |
| 2022    |                           |                                                            | NVT | 8e  | 4e  | DNS    | Girona                                                                          | 1                   |
| 2023    | Les Gets                  | Les Gets, Snowshoe, Mt.-St.-Anne                           | NVT | 4e  | DNS | 6e     | Parijs                                                                          | 5                   |
| 2024    | Lake Placid               | Araxa, Nové Město, Lake Placid, Mt. St-Anne eindklassement | ↑   | ↑   | DNS | 6e     | Banyoles, Albenga, Marseille                                                    | 8                   |
|         |                           |                                                            |     |     |     |        |                                                                                 |                     |
| Totaal  | 4                         | 8                                                          | 0   | 0   | 0   | 1      | 26                                                                              | 39                  |

Resultatentabel
| 2016   | 4e  | 4e     | 10e | NVT | NVT | DNS    |  |  |
| 2017   | 46e | 46e    | NVT | 32e | DNS | 6e     |  |  |
| 2018   | 21e | 20e    | NVT | 21e | DNS | Zilver |  |  |
| 2019   | 10e | 10e    | NVT | 7e  | DNS | Goud   |  |  |
| 2020   | NVT | 5e     | NVT | 14e | 22e | 8e     |  |  |
| 2021   | ↑   | Zilver | 5e  | ↑   | DNS | 5e     |  |  |
| 2022   | 36e | 57e    | NVT | 8e  | 4e  | DNS    |  |  |
| 2023   | 13e | 16e    | NVT | 4e  | DNS | 6e     |  |  |
| 2024   | ↑   | Zilver | ↑   | ↑   | DNS | 6e     |  |  |
|        |     |        |     |     |     |        |  |  |
| Totaal | 0   | 0      | 0   | 0   | 0   | 1      |  |  |

### Wegwielrennen

#### Palmares
2022 - 1 zege
3e etappe Alpes Isère Tour

#### Resultaten in voornaamste wedstrijden
| Jaar | Ronde van Vlaanderen | Amstel Gold Race | Waalse Pijl |
| ---- | -------------------- | ---------------- | ----------- |
| 2022 | 59e                  | 67e              | 56e         |

## Ploegen
- 2022 –  B&B Hotels - KTM
- 2023 –  BORA-hansgrohe

Barbier · Barthe · Boileau · Bonnamour · Chevalier · Debusschere · Ferasse · Gautier · Gougeard · Heidemann · Hivert · Jauregui · Koretzky · Lagrée · Laurance · Lecroq · Lemoine · Lietaer · Morice · Mozzato · Parisella · Rolland · Schönberger · Warlop · Dauphin (stagiair) · Mahoudo (stagiair) · Rouland (stagiair)
Aleotti · Archbold · Benedetti · Bennett · Buchmann · Denz · Fabbro · Gamper · Haller · Higuita · Hindley · Jungels · Kämna · Koch · Konrad · Koretzky · Lipowitz · Lührs · Meeus · Mullen · Palzer · Politt · Schachmann · Schelling · Uijtdebroeks · van Poppel · Vlasov · Walls · Wandahl · Zwiehoff